# Gauliga Niederrhein 1941/42
De Gauliga Niederrhein 1941/42 was het negende voetbalkampioenschap van de Gauliga Niederrhein. SV Hamborn 07 werd kampioen plaatste zich voor de eindronde om de Duitse landstitel, waar de club in de eerste ronde door Werder Bremen uitgeschakeld werd. 
De drie clubs uit Düsseldorf eindigden bij de laatste drie, Fortuna werd van 1935 tot 1940 nog vijf keer op rij kampioen. 

## Eindstand
| Plaats | Club                  | Wed. | W  | G | V  | Saldo  | Ptn.  |
| ------ | --------------------- | ---- | -- | - | -- | ------ | ----- |
| 1.     | SV Hamborn 07         | 18   | 12 | 2 | 4  | 58:28  | 26:10 |
| 2.     | TuS Duisburg 48/99    | 18   | 11 | 2 | 5  | 61:45  | 24:12 |
| 3.     | SSV 04 Wuppertal      | 18   | 10 | 3 | 5  | 46:35  | 23:13 |
| 4.     | Rot-Weiss Essen       | 18   | 9  | 1 | 8  | 58:50  | 19:17 |
| 5.     | Rot-Weiß Oberhausen   | 18   | 8  | 2 | 8  | 51:43  | 18:18 |
| 6.     | TuS Helene Altenessen | 18   | 8  | 2 | 8  | 51:44  | 18:18 |
| 7.     | Schwarz-Weiß Essen    | 18   | 8  | 2 | 8  | 49:43  | 18:18 |
| 8.     | VfL Benrath           | 18   | 6  | 5 | 7  | 42:42  | 17:19 |
| 9.     | Fortuna Düsseldorf    | 18   | 7  | 2 | 9  | 39:38  | 16:20 |
| 10.    | TuRU Düsseldorf       | 18   | 0  | 1 | 17 | 16:103 | 01:35 |

|  | Kampioen, geplaatst voor nationale eindronde |
|  | Degradatie naar Bezirksliga                  |

## Promotie-eindronde

### Groep A
| Plaats | Club                    | Wed. | Saldo | Ptn.  |
| ------ | ----------------------- | ---- | ----- | ----- |
| 1.     | Westende Hamborn        | 2    | 06:02 | 04:00 |
| 2.     | Sportfreunde Katernberg | 2    | 02:06 | 00:04 |

|  | Promotie naar Gauliga Niederrhein 1942/43 |

### Groep B
| Plaats | Club                | Wed. | Saldo | Ptn.   |
| ------ | ------------------- | ---- | ----- | ------ |
| 1.     | BV Union 05 Krefeld | 4    | 17:08 | 06:02  |
| 2.     | Edelstahl Krefeld   | 4    | 07:09 | 05:03  |
| 3.     | VfR Ohligs          | 4    | 05:12 | 01:076 |